# 小笠原章二郎
小笠原 章二郎（おがさわら しょうじろう、1902年7月26日 - 1974年11月10日）は日本の俳優。本名は小笠原 長英（おがさわら ながふさ）。

## 来歴・人物
旧唐津藩主子爵小笠原家第14代当主小笠原長生（元海軍中将・元宮中顧問官・元学習院御用掛）・秀子（元前橋藩主伯爵松平直方の長女）の次男として東京府東京市に生まれる。学習院初等科・学習院中等科から陸軍幼年学校に入学したが病気で中退、学習院高等科卒業。
日本映画黎明期の大正時代、兄の小笠原明峰（小笠原長隆）が設立した小笠原プロダクションの専属となり、1921年に芸能界入りする。兄の明峰は長生の長男であり、第15代当主となる立場であったが、映画監督となったため廃嫡となる。章二郎も俳優となったため、家督は四男の小笠原長勝（1920年 - 1994年）が継承した。なお、長勝没後は章二郎の息子である小笠原一憲が小笠原家の16代当主に就いている。
デビュー当初の芸名は「楠英二郎」だったが、昭和時代に入り「小笠原章二郎」に改名した。映画『松平長七郎』（1929年、日活） や『猿飛佐助 恋愛篇』（1930年、日活）などに主演する。また1930年には、東郷平八郎や父の小笠原長生らが参戦した日本海海戦を描いた映画『撃滅』に長生役で出演、戦前は二枚目俳優として知られた。戦後は端役まで数多くの作品に出演し、テレビ放送が始まるとテレビドラマにも出演、晩年の1970年代まで活動した。一方、三好英芳（三善英芳）の名で映画監督も務めた。
映画『和蘭囃子』（1954年、新東宝）では、顔を白塗りにした殿様をコミカルに演じた。この演技が、後世の志村けんのコント『志村けんのバカ殿様』に繋がる「バカ殿」の原型になったといわれる。
ピンク映画に数多く出演した女優松井康子（牧和子）は姪（妹・宏子の娘）。

## 監督作品

### 映画
- 行けロスアンゼルス（1923年、小笠原プロ）
- 吹雪の夜（1924年、小笠原プロ）
- 天馬嘶く（1925年、小笠原プロ）
- 我れは海の子（1926年、小笠原プロ）

## 出演作品

### 映画
- 不破数右衛門（1928年、日活）
- 松平長七郎（1929年、日活）
- 蜂須賀小六 第一篇 長江半之丞の巻（1929年、日活）
- 牡丹燈の記（1929年、日活）
- 蜂須賀小六 第二篇 坂田小平次の巻（1929年、日活）
- 元禄快挙 大忠臣蔵 天変の巻 地動の巻（1930年、日活）
- 猿飛佐助 恋愛篇（1930年、日活）
- 撃滅（1930年、日活） - 小笠原長生役（つまり息子が父を演じる。この映画の原作者も小笠原長生中将）
- 忠臣蔵 前篇 赤穂京の巻（1932年、松竹）
- 忠臣蔵 後篇 江戸の巻（1932年、松竹）
- 天明旗本傘 前篇 紅涙の巻 1933年、松竹）
- 天明旗本傘 後篇 晴れる日の巻（1934年、松竹）
- 蹴手繰り音頭 前篇（1935年、松竹）
- 蹴手繰り音頭 後篇（1935年、松竹）
- 実録小笠原騒動（1937年、松竹）
- 日本一の岡っ引（1938年、東宝
- エノケンの法界坊（1938年 東宝）
- エノケンの金太売り出す（1941年、東宝）
- 初笑い寛永御前試合（1953年、新東宝）
- 和蘭囃子（1954年、新東宝）
- 母の名は（1954年、新興）
- 黒い潮（1954年、日活） - 目撃者栗原
- ビルマの竪琴 第一部 望郷篇（1956年、日活） - 兵隊
- ビルマの竪琴 第二部 1956年、日活） - 兵隊
- 真昼の暗黒（1956年、現代ぷろだくしょん） - 竹内甚蔵
- 海の野郎ども（1957年、日活 ） - 土産物商
- 第五福竜丸（1959年、大映） - 理髪屋の主人
- 人間の条件第3・4部（1959年、松竹） - 円地二等兵
- 笛吹川（1960年、松竹） - 方丈
- あれが港の灯だ（1961年、東映） - 船員土谷
- 宮本武蔵（1961年、東映） - 七宝寺和尚
- ぶらりぶらぶら物語（1962年、東宝)
- 喜劇 にっぽんのお婆あちゃん（1962年、松竹） - ノイローゼじいさん加藤
- おんな（1964年、国映）
- われ一粒の麦なれど（1964年、東宝） - 熊本弁の男
- 拳銃無頼帖 流れ者の群れ（1965年、日活）
- 燃えつきた地図（1968年、大映） - 駐車場の管理人
- ハレンチ学園 身体検査の巻（1970年、日活）

### テレビドラマ
- 次郎長外伝 鬼吉喧嘩状（1957年、日本テレビ）
- 残月車会党（1960年、TBS「サンヨーテレビ劇場」）
- 足にさわった女（1960年7月3日、日本テレビ「東レサンデーステージ」）
- 坂の多い町（1960年、TBS「東芝日曜劇場」
- カルテロ・カルロス日本へ飛ぶ（1963年、TBS「東芝日曜劇場」） - 芸術祭参加作品
- マグマ大使　#13、#14 (1966年、フジテレビ) ー　村上家別荘の徳造老人
- 快獣ブースカ 第17話「ブー冠・王冠・とんちんかん」（1967年3月1日、日本テレビ・東宝・円谷プロ） - ポリネシア国・ハーゲ大臣
- でっかい青春　第10話「三百六十五分の一」（1967年12月31日、東宝・日本テレビ）
- フラワーアクション009ノ1（1969年、フジテレビ / 東映）第12話「バカンスは危険がいっぱい」
- 宮本武蔵（1970年、NETテレビ）